# Kappa Cygni
Kappa Cygni (κ Cygni, förkortat Kappa Cyg, κ  Cyg)  som är stjärnans Bayerbeteckning, är en jättestjärna belägen i den nordvästra delen av stjärnbilden Svanen (stjärnbild). Den har en skenbar magnitud på 3,81 och är synlig för blotta ögat där ljusföroreningar ej förekommer. Baserat på parallaxmätning inom Hipparcosuppdraget på ca 26,3 mas, beräknas den befinna sig på ett avstånd på ca 124 ljusår (ca 38 parsek) från solen.

## Egenskaper
Kappa Cygni är en gul till vit stjärna i huvudserien av spektralklass G9 III, som anger att den har förbrukat vätet i dess kärna och utvidgats till jättefasen av dess stjärnutveckling. Den har en radie som är ca 8-9 gånger större än solens och utsänder från dess fotosfär ca 51 gånger mera energi än solen vid en effektiv temperatur på ca 4 920 K, vilket ger den gul-orangea färgen hos en stjärna nära övergången från spektraltyp G till K.
Kappa Cygni är känd för att variera i magnitud, men endast med omkring 0,01 till 0,02 magnituder. Dess uppmätta vinkeldiameter, efter korrigering för randfördunkling, är 2,07 ± 0,09 mas.